# Vladimír Kepka
Vladimír Kepka (20. června 1925, Zlonice – 18. srpna 1998, Neratovice) byl sklářský výtvarník, který se spolu se svým bratrem Zdeňkem Kepkou prosadil v 70. letech ve světě skleněnými plastikami, zhotovenými unikátní metodou pískování.

## Život a dílo
Vladimír Kepka byl synem Karla Kepky, který založil úspěšnou sklářskou manufakturu na zpracování skla studenými technikami v Kostelci nad Labem. V letech 1940–1942 navštěvoval odbornou školu výtvarnou v Praze a spolupracoval se svým otcem a bratrem v rodinné dílně. Jeho bratr Zdeněk byl v 50. letech vězněn za zběhnutí z vojenské služby a tři roky pracoval v uranových dolech. Rodinná manufaktura Kepkových v Kostelci nad Labem sehrála významnou roli v 60. a 70. letech, kdy pracovala na zakázkách sklářských výtvarníků, mezi kterými byli Vladimír Jelínek, Vladimír Kopecký, František Vízner, ad.
V té době už byl spolu se svým bratrem Zdeňkem Kepkou znám i v zahraničí díky výstavám organizovaným n.p. Skloexport i Art Centru, které jejich díla prodávalo. Roku 1971 byly některé jejich práce přijaty na prestižní přehlídku Salon International des Industries at Arts du Feu (SIFE) v Paříži a plastika Tvar a světlo zde získala cenu ze nejlepší dílo - Oscara, kterou uděluje Revue ABC Dècor. Roku 1977 dostali diplom na přehlídce skla Coburger Glaspreis, což bylo zcela výjimečné u sklářů, kteří neměli vysokoškolské vzdělání.
Rodina Miluše a Zdeňka Kepkových ve snaze zajistit lepší budoucnost svým dětem roku 1982 emigrovala do Německa. Usadili se v Rheinbachu, odkud roku 1986 přesídlili do Euskirchenu. Ve své firmě Kepka Art GmbH, Euskirchen zaměstnávají 15 lidí, včetně dvou vlastních dcer Martiny a Michaely. Vladimír Kepka zůstal v Československu a zemřel roku 1998 v Neratovicích.

### Ocenění
- 1971 Oscar, Salon SIFE, Paříž (spolu se Zdeňkem Kepkou)

### Výstavy (výběr)

#### Autorské
- 1978 Galerie J&L Lobmeyr, Vídeň (se Zdeňkem Kepkou)

#### Skupinové
- 1973 International Glass Sculpture, University of Miami
- 1973/1974 Böhmisches Glas der Gegenwart, Hamburg, Düsseldorf, Karlsruhe, Coburg
- 1973 Montreal
- 1974 International Handwerksmesse, Hamburg
- 1974 Sonderschau des Kunsthandwerks, IH, Mnichov
- 1976 Arte de vidrio checoslovaco, Bilbao
- 1977 Coburger Glaspreis, Coburg
- 1979 Glasgestaller aus der Tschekoslowakei, Frauenau
- 1979/1980 The Art of Glass, Chicago, Los Angeles
- 1980 Galeria Kreisler, Madrid, The Corning Museum of Glass, New York
- 1980 Zentralschweizer Glaspreis, Luzern
- 1980 Modernes Glas aus der Tschecoslowakei, Bremen
- 1981 Czechoslovakian Glass 1350-1980, The Corning Museum of Glass, New York
- 1981 Glaskunst ´81, Orangerie Kassel
- 1981 Kunst in Glas aus der Tschekoslowakei, Mnichov
- 1984/1985 Skulpturen in Glas - Situation 1984, Luzern, Rihimäki
- 1986/1987 Expressions en verre I., Lausanne
- 1989 Expressions en verre II., Lausanne
- 2005/2007 Czech Glass 1945-1980, design in an age of adversity, Düsseldorf, Corning, Tacoma, Praha

### Díla
Rodinná firma Kepkových se věnovala technikám lehání skla, broušení, řezání, pískování, rytí, malbě na sklo a kombinaci skla s dalšími materiály. Na počátku zpracovávali realistické motivy - figury, krajiny, portréty nebo městská panoramata, později i zcela abstraktní formy. V 70. letech používali Kepkovi k opracování skla i některé netradiční metody, jako štípání nebo sekání skleněného bloku dlátem a následné broušení. Specializovali se na unikátní pískovací metodu do hloubky skleněného bloku, pro kterou vyvinuli vlastní technologii.
Před emigrací bratra a jeho manželky do Německa společně navrhovali speciální trojrozměrné skleněné skulptury z bloků skla. Vladimír Kepka s bratrem zhotovil také skleněné stěny Federálního shromáždění v Praze.